# Jean Jacob
Pour les articles homonymes, voir Jacob.
Jean Jacob, né le 10 novembre 1669 à Charcier et mort le 29 janvier 1790 à Paris est une personnalité du Jura, en France, supposé être mort à plus de 120 ans. Son grand âge supposé, mais sujet à controverse, lui permit d'obtenir une certaine notoriété à la fin de sa vie et, par exemple, de rencontrer les membres de l'Assemblée nationale en 1789 à Paris.

## Hommages
Plusieurs rues du Jura portent son nom, par exemple à Montfleur ou encore à Charcier.

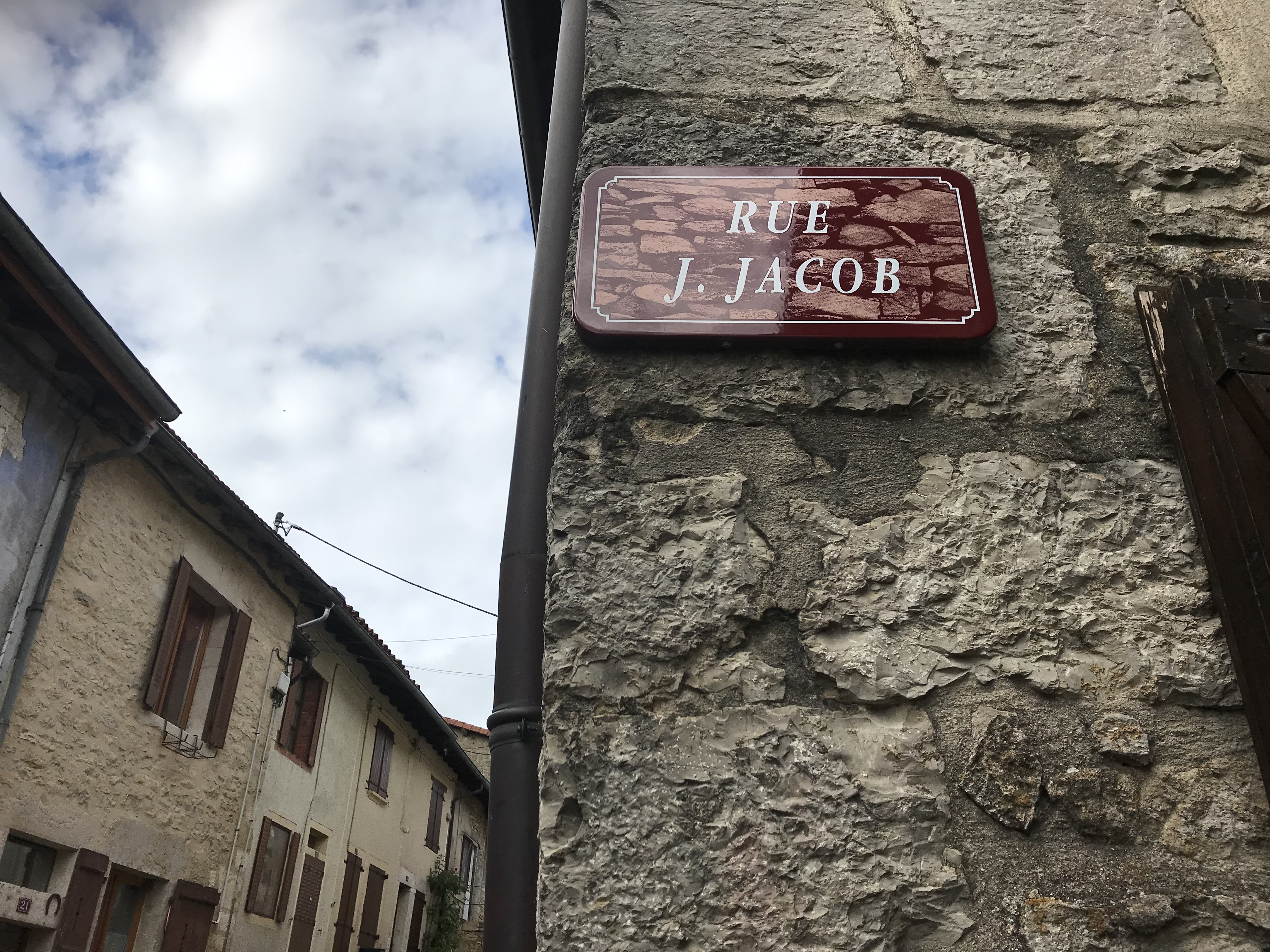
Plaque de la rue Jean-Jacob à Montfleur.
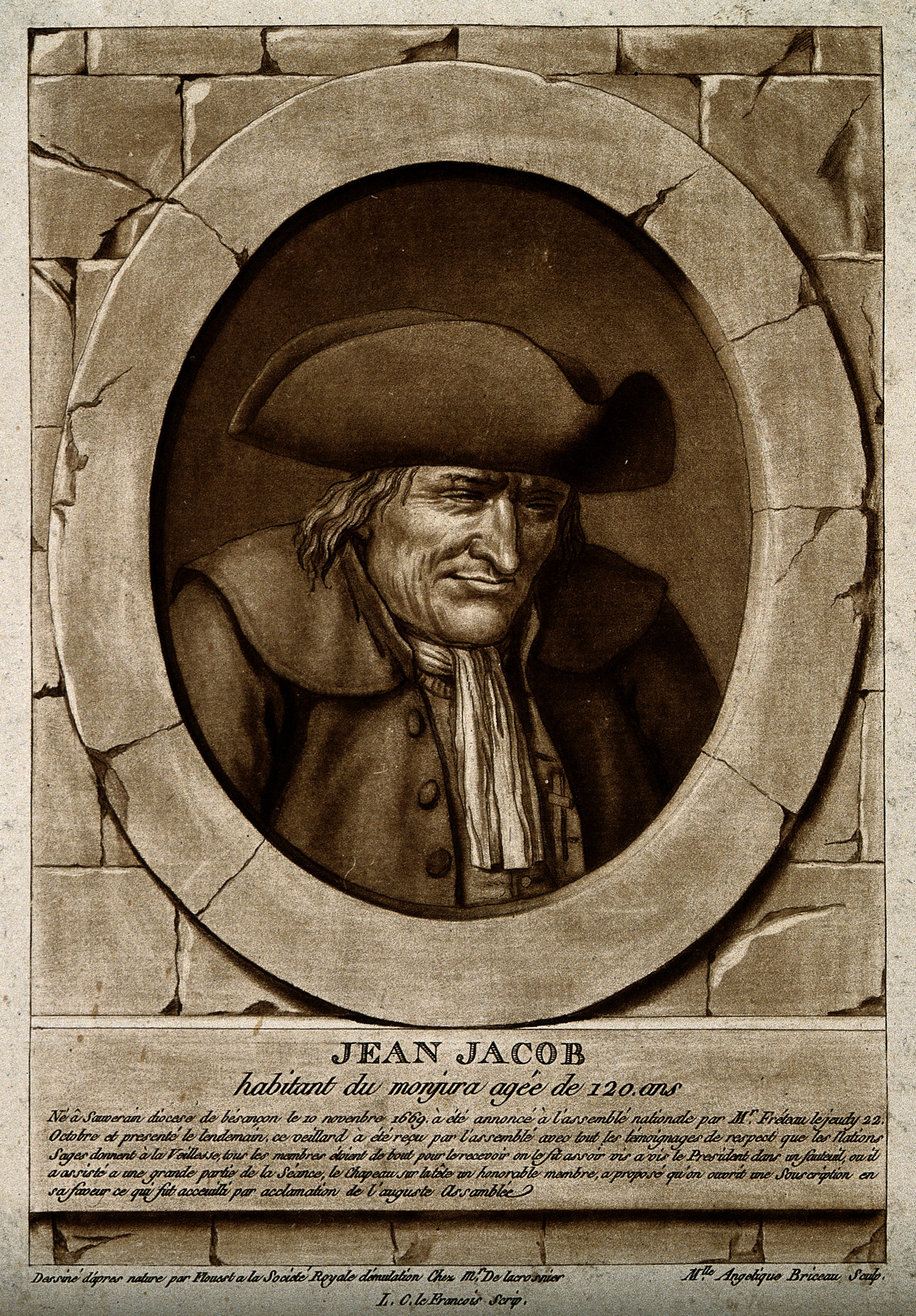
Jean Jacob à 120 ans. Aquatinte par A. Brisseau, d'après Joseph-Marie Flouest.